# ماناتو
ماناتو (به لاتین: Manato) یک منطقهٔ مسکونی در ماداگاسکار است که در وندروزو واقع شده‌است. ماناتو ۷٬۰۰۰ نفر جمعیت دارد و ۱۳۳ متر بالاتر از سطح دریا واقع شده‌است.